# Justice (deutsche Band)
Justice ist eine fränkische Metal-Band.

## Bandgeschichte
Die Band wurde im Jahr 1988 von Roland Hauke (Schlagzeug), Wolfgang Ott (Bass), Stefan Leisner (Gitarre), Uli Friedel (Gitarre) und Uli Schmidt (Gesang) gegründet. Zur Verstärkung wurde Sänger Hannes Holzmann verpflichtet, der später unter dem Namen Hannes G. Laber bei der Band J.B.O. bekannt wurde. Um sich voll und ganz auf J.B.O. konzentrieren zu können, verließ er später die Band. Der gebürtige Schotte Iain Finlay (Schlagzeug) stieß in den 1990er Jahren zur Band. Er war vorher u. a. bei Running Wild aktiv. Die Abgänge wurden durch Rami Ali (Schlagzeug), Frank Graffstedt (Gitarre & Gesang) und Michael ‘Mitch’ Schmitt (Gesang) ersetzt.
Die Band feierte zunächst als Coverband regionale Erfolge und veröffentlicht einige selbstfinanzierte Minialben, die nur regionalem Publikum vorbehalten blieben. 2002 wagten sich Justice mit Hammer Of Justice, ihrem ersten selbstfinanzierten Longplayer, an die breite Öffentlichkeit. Die Band tauchte daraufhin im Line-Up des Wacken Open Air 2002 auf. Auch bei Summer Breeze 2003 und 2007, dem Earthshaker-Festival 2003–2007, dessen erste Auflage gleichzeitig die 15-Jahr-Feier von Justice war, oder auf dem Konzert in Lichtenfels der "Rocket-Ride"-Tour von Edguy präsentierten sich Justice einem großen Publikum.
2004 gab es mit The Descendant das zweite Album der Band, in dem die Franken an den Thrash Metal des Vorgängers anknüpfen. Im Sommer 2005 stieg Uli Friedel bei der Band aus. Seinen Platz nahm Jörg 'Warthy' Wartmann aus Bernburg (Saale) ein.
Am 5. und 6. September 2008 feierte die Band im Musikcenter in Trockau ihr zwanzigjähriges Bestehen.
April 2010 wurde bekanntgegeben, dass Rami Ali die Band verlassen wird. Nachfolger ist seit 1. Oktober 2010 der ehemalige Gamma-Ray-Drummer Daniel Zimmermann.
Am 2. Oktober 2018 feierte die Band im EventZentrum Strohofer in Geiselwind ihr dreißigjähriges Bestehen. Gastmusiker waren Hannes Holzmann (J.B.O), Rami Ali (Iron Mask), Jörg Wartmann, Ost und Nord von Hämatom.

## Diskografie

### Studioalben
- Name the never (1993)
- Das Weihnachtshörspiel (1996)
- One of the others (1998)
- The Hammer of Justice (2002)
- This world is mine (Single, 2003)
- The Descendant (2004)

### Livealben
- Live ’97 (1997) aufgenommen am 7. September 1997 in Trockau
- Live ’98 (1998) aufgenommen am 30. Oktober 1998 in Trockau
- Live 3 (1999) aufgenommen am 24. Juli 1999 in Glött
- Live 4 (2002) aufgenommen am 2. Februar 2002 in Gunzendorf
- Live 5 (2010) aufgenommen am 4. September 2010 in Gunzendorf und am 25. September 2010 in Pfäfflingen

### Singles
- This World is mine (2003)